# Юхнайце
Юхнайце (пол. Juchnajcie, нім. Steinhagen, until 1935 Juckneitschen) — село в Польщі, у гміні Ґолдап Ґолдапського повіту Вармінсько-Мазурського воєводства.
Населення — 75 осіб (2011).
У 1975—1998 роках село належало до Сувальського воєводства.

## Демографія
Демографічна структура станом на 31 березня 2011 року:
|          | Загалом | Допрацездатний вік | Працездатний вік | Постпрацездатний вік |
| -------- | ------- | ------------------ | ---------------- | -------------------- |
| Чоловіки | 38      | 14                 | 23               | 1                    |
| Жінки    | 37      | 8                  | 20               | 9                    |
| Разом    | 75      | 22                 | 43               | 10                   |